# Igor Turčin
Igor Jevdokimovič Turčin (ukr. Ігор Євдокимович Турчин; Sofiivka, Ukrajina, 16. studenog 1936. – Bukurešt, Rumunjska, 7. studenog 1993.), ukrajinski rukometni trener, izbornik sovjetske, a zatim i ukrajinske reprezentacije od 1973. do 1993. godine, osvajač tri olimpijska i pet odličja na svjetskim prvenstvima.
Igor Turčin je 1959. okupio rukometnu ekipu tinejdžerki, koja je 1962. postala ženski rukometni klub HC Spartak Kijev. Klub je postao dvadesetostruki sovjetski prvak (1969. – 1988.) i trinaesterostruki pobjednik EHF Lige prvaka (1970. –1973., 1975., 1977., 1979., 1981., 1983., 1985. – 1988.)
Godine 1965., oženio se Zinajdom Stolitenko, deset godina mlađom pripravnicom. Imali su kćer Nataliju (rođenu 1971.) i sina Mihaila (rođenog 1983.). Natalija je igrala rukomet zajedno s majkom za Spartak iz Kijeva, dok se Mihail bavio košarkom. U posljednjim godinama, Turčin je pretrpio nekoliko srčanih udara. Podvrgnut je složenoj operaciji u Norveškoj, a nakon toga je osam mjeseci trenirao norvešku žensku rukometnu reprezentaciju. Preminuo je od srčanoga udara tijekom utakmice EHF kupa u Rumunjskoj 1993. godine. Nakon njegove smrti, njegova supruga preuzela je njegova trenerska mjesta u kijevskom Spartaku i ukrajinskoj reprezentaciji.

## Nagrade
- Orden Crvenog barjaka rada (1976., 1980.)
- Orden počasne značke (1971.)
- Orden prijateljstva naroda (1985.)